# ولي أباد (مقاطعة فهرج)
ولي أباد (بالفارسية: ولی‌آباد) هي مستوطنة تقع في ناحية نغين كوير في إيران. يقدر عدد سكانها بـ 17 نسمة .